# Galt MacDermot
Arthur Terence Galt MacDermot (* 18. Dezember 1928 in Montreal; † 17. Dezember 2018) war ein kanadischer Komponist, bekannt als Komponist des Musicals Hair.

## Werdegang
Als Kind erhielt er eine breite musikalische Ausbildung (Blockflöte, Violine, Klavier). Er wuchs unter anderem in Toronto auf, wo sein Vater T. W. L. MacDermot Prinzipal des Upper Canada College war, und studierte an der Bishop’s University in Lennoxville bei Quebec mit einem Bachelor-Abschluss in Englisch und Geschichte 1950. 1950 bis 1953 studierte er außerdem Orgel und Komposition an der Universität Kapstadt, Südafrika, wo sein Vater kanadischer High Commissioner für Südafrika war. Die afrikanischen Rhythmen, die er in Südafrika hörte, beeinflussten später seine Kompositionen, zum Beispiel das noch in Südafrika entstandene African Waltz, das von Cannonball Adderley und John Dankworth interpretiert wurde und 1961 einen Grammy Award in der Kategorie Jazz und Instrumentalkomposition erhielt und einen Ivor Novello Award in Großbritannien. Ab 1954 arbeitete er in seiner Heimatstadt Montreal zunächst (bis 1961) als Organist und Kirchenmusiker der Westmount Baptist Church, wobei er nebenbei als Jazzpianist in Bars wirkte. 1957 wirkte er an einem ersten Bühnenstück mit, der Revue My Fur Lady an der McGill University. Nach einem London-Aufenthalt zog er 1963 nach New York, wo er im Studio und in Rhythm-&-Blues-Gruppen spielte. Nach dem großen Erfolg von Hair 1967 widmete er sich vor allem der Komposition und trat nur noch selten selbst am Klavier auf.
Neben Hair komponierte er Musik für Musicals und Opern, darunter Two Gentlemen of Verona nach William Shakespeare (Libretto John Guare, Mel Shapiro), das einen Tony Award erhielt als bestes Broadway Musical der Saison 1971/72. Es fand seine Uraufführung beim New York Shakespeare Festival unter Joseph Papp. Weitere Shakespeare-Stücke, für die er Musik schrieb, waren Hamlet sowie Troilus und Cressida, letzteres in der Oper Cressida mit Country-Musik-Einflüssen. Andere Musicals waren weniger erfolgreich, so Isabel´s a Jezebel, The Human Comedy (nach William Saroyan, 1983) und The Special (1985). 2001 hatte er die musikalische Leitung beim Revival von Hair in New York.
MacDermot komponierte auch Messen und Chorwerke, so Ghetto Suite mit Gedichten von afroamerikanischen Ghettokindern aus New York als Text. Seine Messe Take this Bread wurde bei der Eröffnung des Hamilton Place 1973 aufgeführt. Außerdem schrieb er Orchestermusik (zum Beispiel Incident at Turtle Rock, 1975, State Island Symphony), Kammermusik, Ballett-, Tanz- und Filmmusik. Er gründete 1972 sein eigenes Label Kilmarnock, auf dem er unter anderem Solo-Piano-Alben veröffentlichte und Aufnahmen seiner 1979 gegründeten The New Pulse Band (Jazz und eigene Kompositionen).
Im Jahr 2006 veröffentlichte der Hip-Hop-Produzent „Oh No“ auf dem Label Stones Throw das Album Exodus into Unheard Rhythms, welches auf der Musik von Galt MacDermot basiert. Der Song Woo Hah!! Got You All in Check des Rappers Busta Rhymes basiert auf einem Sample aus Galt MacDermots Stück Space.
MacDermot starb im Dezember 2018, einen Tag vor seinem 90. Geburtstag.

## Werk (Auswahl)

### Musicals
- Hair, 1967 Off-Broadway, 1968 am Broadway
- Two Gentleman of Verona, 1971 – Tony Award/Bestes Musical 1972
- Via Galactica, 1972
- Dude, 1972
- Sun, 1998
- The Human Comedy, 1983
- The Special, 1985

### Filmmusik
- 1970: Wenn es Nacht wird in Manhattan (Cotton Comes to Harlem)
- 1971: Menschen hinter Gittern (Fortune and Men's Eyes)
- 1971: Duffer – Moon Over the Alley
- 1973: Woman is Sweeter
- 1975: Rhinoceros
- 1979: Hair
- 1992: Mistress – Die Geliebten von Hollywood (Mistress)
- 2007: Zodiac